# 공회전 제한 시스템
공회전 제한 시스템(영어: Idle Stop&Go, ISG)은 차량 정차 시 연료 소비를 막기 위해 시동을 일시적으로 끄고, 재출발시 자동으로 시동을 거는 기능이다.

## 상세
ISG 시스템은 크게 2가지로 나눠지며, 주변에서 흔히 볼 수 있는 것은 고급형 ISG이다.
- 일반형 - 기어를 중립으로 옮겼을 때 시동이 꺼지는 방식
- 고급형 - 기어가 D모드에 있어도 정차시 엔진이 꺼지고, 재출발 시 엔진이 켜지는 방식

## 작동 조건
- 운전석 안전벨트를 착용한 상태
- 운전석 도어가 닫힌 상태
- 브레이크 부압이 적절할 때
- 배터리 센서가 활성화되었을 때
- 배터리 충전상태 및 배터리액의 온도가 적절할 때
- 실외 온도가 -10°C~35°C일 때
- 차량 속도가 8km/h를 넘은 후 다시 정지할 때
- 히터 및 에어컨 시스템 조건이 만족 되었을 때

## 같이 보기
- 연비
- 기어
- 엔진
- 주차